# Kerubin Šegvić
Kerubin Šegvić (Split, 23. veljače 1867. – Zagreb, 30. srpnja 1945.) bio je hrvatski povjesničar, književni kritičar, političar, katolički svećenik i profesor filologije. Pogubio ga je nakon Drugoga svjetskog rata jugokomunistički režim.

## Životopis
Rođen je u Splitu, 23. veljače 1867. godine. Krsno mu je ime bilo Matej Marin. U mladosti je ostao siroče te je završio u splitskom Zakloništu za djecu „Martinis-Marchi”. Nakon ulaska u franjevačko sjemenište mijenja ime u Kerubin. Osnovnu školu pohađao je u Splitu (1874.-1878.). U Zadru je pohađao talijansku gimnaziju (1878.-1886.) te filozofsko-teološki studij (1886.-1890.). Franjevački habit obukao je 30. rujna 1882. godine. Privremene zavjete položio je 30. rujna 1883., a doživotne zavjete 8. prosinca 1886. godine.
Zaređen je za svećenika u Zadru 1. rujna 1889. godine  U dva je navrata (1890.-1891.; 1895.-1898.) u Zagrebu studirao klasičnu filologiju i slavistiku. Zatim je studirao arheologiju u Beču (1898.-1900.). Dana 24. svibnja 1898. izlazi iz franjevačkog reda te postaje biskupijski svećenik splitsko-makarske biskupije.
Od 1. srpnja 1891. do 30. srpnja 1892. godine pastoralno je djelovao na otoku Vrniku, a zatom u Špiljarima kod Kotora (1892.-1895.). Godine 1897. djelovao je u poljudskom samostanu. Zbog zdravstvenih problema zatražio je 1906. godine privremeno umirovljenje. Godine 1906. odlazi u Sarajevo. Krajem 1906. vratio se u Zagreb. Od 1. siječnja 1907. do 31. prosinca 1913. godine djelovao je u crkvici sv. Roka. Od 1914. bio je župnik u Donjem Selu na Šolti. Od sljedeće godine bio pastoralno je djelovao u Srednjem Selu. Uirovljen je 5. studenog 1918. godine. Kasnije mu je u Zagrebu bila povjerena uprava kapelice Ranjenog Isusa na Jelačićevom trgu. Na više mjesta djelovao je i kao gimnazijski profesor.
Komunističke vlasti osudile su ga s nekim drugim svećenicima 29. lipnja 1945. na kaznu smrti strijeljanjem te trajan gubitak građanske časti i konfiskaciju imovine.

### Spisateljsko djelovanje
Uređivao je listove Novi vijek. u Sarajevu je uređivao Hrvatsku narodnu zajednicu i Napredak. Nakon Prvog svjetskog rata osnovao je list Hrvat, uređivao je Hrvatski list u Osijeku te je osnovao Hrvatsku riječ u Splitu. Uređivao je Hrvatsku smotru (1933.).
Godine 1944. objavio je knjigu U prvim mjesecima stvaranja NDH.Napisao je i povjesne romane Lopudska sirotica (1903.) i Posljednji Kotromanići (1905.).

### Političko djelovanje
Izvorno je bio pravaški usmjeren. Podržavao je isprva pravašku struju Josipa Franka, no nakon tzv. Aneksijske krize u Austro-Ugarskoj, Šegvić se okrenuo Mili Starčeviću i tako sudjelovao u raskolu stranke prava.
Od 1919. do 1923. godine bio je zastupnik Hrvatske zajednice u beogradskoj Skupštini. Beogradski režim ga je uhitio 1925. godine, na tri mjeseca nakon čega se povukao iz aktivnog političkog života. Tijekom Kraljevine Jugoslavije Šegvić je uglavnom zauzimao oporbeni stav naspram vlasti u Beogradu; nije glasovao u skupštini za Vidovdanski ustav niti prisegnuo, a kritizirao je i Stjepana Radića.
Premda se je Šegvić zalagao za samostalnu Hrvatsku državu i pozdravio 1941. godine proglašenje NDH, nije bio član ustaškog pokreta. Bio je kritičan prema ustaškom režimu, napose prema Rimskim ugovorima, za koje je napisao: „Pratio sam to sve najvećom bolju u duši i bio sretan, što nisam u broju onih, koji bijahu pratili Poglavnika u Rim”. Nakon misije u Italiju 1941. godine više nije služio državnim zadatcima. Izvadak iz njegova dnevnika U prvim mjesecima stvaranja N.D.H. Moje poslanje u Italiju 7. IX.-24. IX. 1941. bio je zabranjen, a sam se Šegvić ograničio na pisanje kraćih članaka i priloga za brojne časopise i glasila.

### Gotska teorija
Kao povjesničar, pokušao je na temelju radova kroničara Tome Arhiđakona i njegovog dijela Historia Salonitana objasniti Gotsku teoriju o podrijetlu Hrvata. Prema tome Hrvati nisu bili slavenskog nego gotskog podrijetla. Iako se oslanjao na tekstove Ludwiga Gumplowitza s početka 20. stoljeća u kojima se pokušalo dokazati neslavensko podrijetlo Hrvata, do teorije je postupno došao vlastitim istraživanjima.
Kao glavne dokaze iznosio je zapise Tome Arhiđakona u Salonitanskoj kronici i Ljetopis popa Dukljanina. Budući da je teorija tako izravno Hrvate odjeljivala od Slavena i Srba, postala je izuzetno pogodna u propagandne svrhe ustaške ideologije. Gotska teorija navedena je u optužnici Kerubina Šegvića 1945. godine i bila je jedan od glavnih razloga zbog kojeg su ga jugokomunisti osudili na smrt. Sam se Šegvić više puta ograđivao od političkih uporaba njegove teorije.

## Djela
nepotpuni popis članaka i djela
- „Dr. Ante Starčević: njegov život i njegova djela” (Zagreb, 1911.)
- „O životu i radu hrvatskog politika i revolucionara Eugena Kvaternika” (Zagreb, 1921.)
- „Književne studije” (Zagreb, 1924.)
- „Toma Splićanin: državnik i pisac 1200. – 1268.” (Zagreb, 1927.)
- „Borba za hrvatsko bogoslužje i Grgur Ninski ili shizma u Hrvatskoj i Dalmaciji 1035–75” (Zagreb, 1930.)
- „Die gotische Abstammung der Kroaten“ (1936.)
- „Hrvatski jezik u katoličkom bogoštovlju” (Zagreb, 1940.)
- „Die Kroaten und ihre Mission während dreizehn Jahrhunderte der Geschichte” (Zagreb, 1941.)

## Poveznice
- aristocid
- gotska teorija o podrijetlu Hrvata

### Knjige
- Švab, Mladen. 1997. Tko je tko u NDH: Hrvatska 1941.–1945. Minervas. Zagreb.
- Gross, Mirjana. 1973. Povijest pravaške ideologije. Institut za hrvatsku povijest. Zagreb.
- Matković, Hrvoje. 2004. Studije iz novije hrvatske povijesti. Golden Marketing-Tehnička knjiga. Zagreb.
- Peršić, Ivan. 2002. Kroničarski spisi. Državni arhiv u Zagrebu. Zagreb.
- Šegvić, Kerubin. 1941. U prvim mjesecima stvaranja N.D.H. Moje poslanje u Italiju 7. IX.-24. IX. 1941. Tiskara Merkantile. Zagreb.

### Članci
- Dukić, Josip; Dukić, Branimir. 2023. Don Kerubin Šegvić i pitanje sv. Dujma. Crkva u svijetu. Sveučilište u Splitu - Katolički bogoslovni fakultet. Split. 58 (3): 465–488
- Šegvić, Kerubin. 1935. Die gotische Abstammung der Kroaten. Nordische Welt (njemački) (9–12)
- Bartulin, Nevenko. 2007. Ideologija nacije i rase: ustaški režim i politika prema Srbima u Nezavisnoj Državi Hrvatskoj 1941-1945. Radovi zavoda za hrvatsku povijest. Sveučilište u Zagrebu - Filozofski fakultet. Zagreb. 39 (1): 209–241

### Mrežna sjedišta
- Šegvić, Kerubin. Hrvatska enciklopedija. Leksikografski zavod Miroslav Krleža. Zagreb.